# Słowo Polskie (Montreal)
Słowo Polskie (ang. The Polish Word) – polskojęzyczny tygodnik prywatny wydawany w Montrealu w Kanadzie w okresie od 1930 do października 1934. Ukazywał się w wydawnictwie Polonia Publishing Company, a redaktorami naczelnymi byli Jan M. Kreutz (1930–34) i właściciel wydawnictwa – Wilhelm W. Rybak (1934).
„Słowo Polskie” było pierwszą polską gazetą wydaną w Montrealu. Po rozwiązaniu linię pisma kontynuował tygodnik Polonia.